# Pedro Santana Lopes

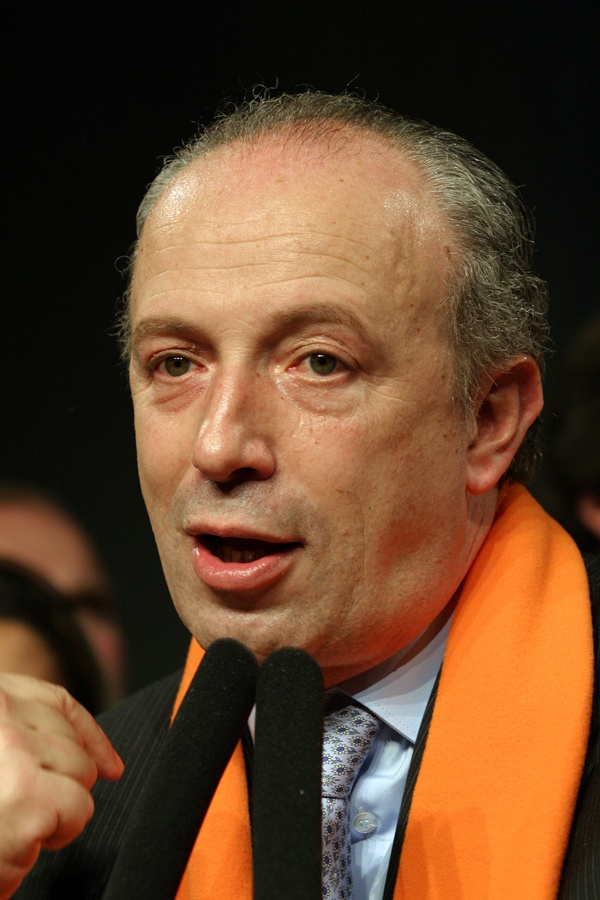
Pedro Santana Lopes (2005)

Pedro Miguel Santana Lopesⓘ [ˈpeðru sɐnˈtɐna ˈlɔpɪʃ] (* 29. Juni 1956 in Lissabon) ist ein portugiesischer Politiker (früher PSD, ab 2018 Aliança, seit 2020 parteilos). Von 2004 bis 2005 war er Ministerpräsident des Kabinetts Santana Lopes. Davor war er Bürgermeister zunächst von Figueira da Foz und danach der Hauptstadt Lissabon, seit 2021 ist er erneut Bürgermeister von Figueira da Foz.

## Leben
Santana Lopes ist absolvierter Jurist der Universität Lissabon und studierte für ein Jahr in Deutschland Politikwissenschaften. Er wurde schon mit 24 Jahren Abgeordneter des portugiesischen Parlaments, später Staatssekretär und Kulturminister unter Regierungschef Aníbal Cavaco Silva (1985–1995), und für zwei Jahre EU-Parlamentarier. Nach einem misslungenen Versuch, Parteichef zu werden, wurde Santana Lopes im Dezember 1997 mit 60 Prozent zum Bürgermeister der Hafenstadt Figueira da Foz gewählt. Im Dezember 2001 gewann er überraschend die Kommunalwahlen von Lissabon und wurde Oberbürgermeister der Hauptstadt.
Pedro Santana Lopes war vom 17. Juli 2004 bis zum 12. März 2005 Ministerpräsident seines Landes, nachdem sein Vorgänger José Manuel Barroso zum Präsidenten der Europäischen Kommission gewählt wurde. Aus demselben Grund wurde Lopes einige Tage vorher Präsident seiner Partei Partido Social Democrata (PSD), der er seit Ende der Diktatur 1974 angehört. Er war vorher Stellvertreter im Parteivorsitz und Barrosos „Kronprinz“, obwohl das Verhältnis in letzter Zeit abgekühlt war.
Bereits im November 2004 löste jedoch Präsident Jorge Sampaio vorzeitig das Parlament auf und schrieb vorzeitige Neuwahlen aus, die am 20. Februar 2005 durchgeführt wurden und bei der die Partido Socialista (PS) mit ihrem Anführer José Sócrates eine absolute Mehrheit erhielt. Am 12. März 2005 übernahm Sócrates daher das Amt des Ministerpräsidenten.
Der redegewandte, kontaktfreudige Politiker ist ein starker Gegensatz zum bedächtig-zielstrebigen Barroso, aber nicht unumstritten – selbst in seiner eigenen Partei. Er fiel öfters durch populistische Äußerungen auf und ist ständig in der Klatschpresse wegen seiner Rolle als Frauenheld des Jetset vertreten. 1995/1996 war er Präsident des Fußballclubs Sporting Lissabon.
Nach einem enttäuschenden Ergebnis bei den Kommunalwahlen 2017, bei denen die PSD nur 30 % der Stimmen gewann, kündigte der PSD-Vorsitzende Pedro Passos Coelho an, dass er für eine fünfte Amtszeit als Vorsitzender der PSD nicht antreten werde. Danach kündigten sowohl Rui Rio als auch Pedro Santana Lopes ihre Kandidatur an. Nach einem langen internen Wahlkampf wurde Rui Rio mit 54,15 % der Stimmen gewählt, gegen 45,85 % für Santana Lopes. Rui Rio wurde offiziell als Parteichef auf dem PSD-Kongress in Lissabon vom 16. bis 18. Februar 2018 bestätigt. Santana Lopes trat daraufhin aus der PSD aus und trat der neugegründeten, liberalen Kleinpartei Aliança bei. Er wurde zu ihrem Vorsitzenden gewählt, bis er überraschend für den zweiten Parteitag am 26. September 2020 eine kurze Rede und seinen sofortigen Austritt aus der Partei ankündigte.
Vor der Kommunalwahl 2021 gab er im Mai 2021 ebenfalls überraschend seine erneute Kandidatur für das Bürgermeisteramt von Figueira da Foz bekannt, wo er seit Mai 2021 auch wieder seinen Wohnsitz hat. Unterstützt durch die unabhängige Bürgerliste Figueira A Primeira stellte er sich als unabhängiger Kandidat zur Wahl und konnte am Ende mit nur 619 Stimmen Vorsprung knapp die Wahl vor der PS gewinnen. Seither ist er zum zweiten Mal Bürgermeister von Figueira da Foz.

## Auszeichnungen
- 1991 und 2003: Nationaler Orden vom Kreuz des Südens (Großkreuz), Brasilien
- 1995: Ouissam Alaouite (Großkreuz), Marokko
- 2002: Ungarischer Verdienstorden (Großkreuz), Ungarn
- 2004: Großes Goldenes Ehrenzeichen am Bande für Verdienste um die Republik Österreich[4]
- 2010: Christusorden (Großkreuz), Portugal[5][6]